# ブトン県
ブトン県（ブトンけん、インドネシア語: Kabupaten Buton）は、インドネシアの南東スラウェシ州に位置する県。県都はパサールワジョ。
ブトゥン島南部や、ミュナ島南部、カバエナ島南部などから構成される。2014年1月時点では面積が2,681.22km2、人口は27万6944人。
バウバウ市が県の中心であったが、2010年に第二級地方自治体へと格上げされ、市の行政の中心ではあるものの県から切り離され、現在の県都のパサールワジョに移っている。
また、2012年には県南部が南ブトン県として、県中央部が中ブトン県として独立した。
県内の産業では農業、畜産、漁業などの比率が高く、農業ではトウモロコシやキャッサバが栽培されるほか、マンゴー、パパイヤ、カシューナッツの生産、畜産ではヤギや家禽の飼育がおおく、水産業では漁業のほか海藻の採取も行われる。鉱業では歴青が生産されている。

## 自治体
県は21の郡（kecamatan）からなり、2010年の調査では人口は以下のようであった。なお、2012年に県の一部が分割される前の調査であり、現在の状況とは異なる。
| 名称                                   | 人口 2010年 |
| -------------------------------------- | ----------- |
| Lasalimu                               | 10,290      |
| Lasalimu Selatan (South Lasalimu)      | 12,815      |
| Siontapina                             | 12,167      |
| Pasar Wajo パサールワジョ              | 37,067      |
| Wolowa                                 | 4,946       |
| Wabula                                 | 4,989       |
| Sampolawa                              | 20,121      |
| Batu Atas                              | 8,246       |
| Lapandewa                              | 7,772       |
| Batauga                                | 13,993      |
| Siompu                                 | 8,753       |
| Kadatua                                | 7,703       |
| Siompu Barat (West Siompu)             | 8,119       |
| Kapontori                              | 12,619      |
| Gu                                     | 15,836      |
| Sangia Wambulu                         | 5,003       |
| Lakudo                                 | 20,210      |
| Mawasangka                             | 22,054      |
| Mawasangka Timur (East Mawasangka)     | 4,839       |
| Mawasangka Tengah (Central Mawasangka) | 9,147       |
| Talaga Raya                            | 9,023       |